# Armand Crabbé
Armand Charles Crabbé (Bruselas, 23 de abril de 1883-Bruselas, 24 de julio de 1947) fue un barítono belga.
Estudió en Bruselas y Milán, e hizo su debut en el Teatro de la Moneda en 1904, en el papel secundario del vigilante, en Die Meistersinger, de Richard Wagner. De 1906 a 1914 cantó en Covent Garden, en Londres, entre otros los roles de Valentin (Faust), Alfio (Cavalleria rusticana), Silvio (Pagliacci) y Ford (Falstaff). En 1937 volvió a Londres para cantar Gianni Schicchi. En La Scala cantó en Rigoleto, La Bohème (Marcello), Die Meistersinger (Beckmesser) y Manon Lescaut (Lescaut), y estrenó Il re de Giordano, en el papel protagonista (1929). 
En América cantó en Nueva York (1907), Chicago (1910 - 14) y Buenos Aires, en los años 20. Frecuentó el Teatro Real de Madrid en los años 20, y, tras su cierre, constituyó una compañía de ópera junto a la soprano Ángeles Ottein y el tenor Carlos del Pozo. Su carrera se extendió hasta el principio de los años 40, sobre todo en Amberes.